# 銀のトゲ
『銀のトゲ』（ぎんのトゲ）は、喜多尚江による漫画。『月刊メロディ』（白泉社）において2000年2月号から2005年11月号まで連載された。全20話。
平安時代の日本を舞台にした少女漫画。"渡辺綱と茨木童子の物語"をもとに、吸血鬼の主人公とその幼馴染の友情を描いている。

## あらすじ
時は平安時代。源頼光に仕える渡辺綱はある日、ふとしたことで幼馴染の茨木童子と再会する。しかし茨木は盗賊団の副将となっており、綱は都に仕える四天王。敵同士でありながら、綱は茨木を気遣い、支えていく。

## 登場人物
主要人物・盗賊団・貴族・その他に分けて解説する。

### 主要人物
茨木童子（いばらぎどうじ）
主人公。優しく他人思いな性格。生まれつき銀髪に金の瞳という風貌で幾度となくいじめられてきた。茨の中に捨てられていたのを綱に助けられる。後に床屋の親方に育てられるが、自分が人の生き血を吸わなければ生きられない体質だと気づき、家を出る。その後盗賊団首領である酒呑と出会い大江山に移住、盗賊団の副将となる。母親譲りの美形ゆえ、よく女と間違われている。母親は中納言家の娘・桜児。美女の血が好物だが綱によく「せめて体力のある男の血にしろ」と言われているので基本的には男の血を吸っている。女性にモテるが、茨木自身は女の子とあまり親しくならないようにしている（男とはもっと親しくならない）。苦手なものはニンニク・陽の光・魔除け(薬玉や八稜鏡など)。陽の光を浴びても死にはしないが、多少体が弱る。幼名は銀（しろがね）。茨木童子という名は茨の中に捨てられたことから自分でつけた。子どもの頃は泣き虫だったが、ある事件で「一生泣かない」という誓いを立てた。恋人の山吹を失った時をのぞき、その後は何があっても泣かなかった。
渡辺綱（わたなべのつな）
準主人公。素直な性格で恋には鈍感。金髪に青い瞳をしている。都に仕える頼光四天王の一人で、実は茨木の幼馴染。頼光から銘刀「髭切」（茨木を斬った後鬼切と名を変える）を預かっている。桂姫に好意を抱いている。貴族だが、東国出身で育ちがあまり良くないので庶民っぽい。美女に弱く、惚れっぽい。和歌が大の苦手。茨木によく血を与えているのでたびたび貧血になる。
桂姫（かつらひめ）
京一の美姫と称されるほどの美女で、大変男性にモテる。茨木の良き理解者。山吹のいとこ。
梛（なぎ）
綱の幼馴染で、受領の娘。女の子っぽいことが大の苦手なので、常に男の格好をしている。髪に梛の葉をつけている。茨木に好意を抱いている。特技は弓矢。茨木は梛に人間らしくない所を見せたくないなどの理由から（出会った当初の理由は「自分以外の人の血を吸ったら絶交」と綱に言われたから）、梛の血を吸わなかった。

### 盗賊団
酒呑童子（しゅてんどうじ）
茨木が所属する盗賊団の首領。異国の血が混じっているらしく、赤い髪に緑の瞳という変わった風貌をしている。マイペースな性格で、盗賊村の住民のことを第一に考えている。茨木と付き合いは長いが、茨木の本性は知らなかった。十七話以降は左目に切り傷がついているが、詳細は「鬼が振り返った刻」に掲載されている。
星熊童子
盗賊団一の知識人で、盗賊団の中では唯一茨木の正体を知っていた。恋人の白雪を（間接的に）茨木に殺され、最初は茨木を恨んでいたが、その後に許し、茨木の理解者となる。
唐熊童子
盗賊団の一員。異国人である父から受け継いだ青い瞳のせいで村人に化け物扱いされ母親が病で死んだことにより、本物の化け物である茨木を恨んでいる。茨木や酒呑と最初に出会ったのは越後国の国上寺で侍童をしていた時だった。
佐由理（さゆり）
盗賊村の住人。茶色の長髪と同色の瞳を持つ。綱に好意を抱いているが、綱本人には気づかれていない。父親は貴族で平民の母親と結婚したのだが「何があっても必ず迎えに来る」と言い残し、結局来なかった。佐由理の母親はその言葉を信じ、佐由理の父親を待ち続け、迎えに来ないまま佐由理を出産、後に死亡する。そのことがあってから、佐由理は信じることがバカだと思っている。母親の形見である蝙蝠扇を持ち歩いている。
金熊童子
盗賊団の一員。金髪に独眼。かなり腕が立つ。
虎熊童子
盗賊団の一員。体中に虎のような傷跡がある。金熊と同じく、かなり腕が立つ。
猪熊童子
盗賊団の一員。体が大きく力も強いが、性格は子供っぽい。乱暴な性格ゆえ親に捨てられ、拾ってくれた人間にも利用されては捨てられていた。そんな時に盗賊村で茨木と出会い優しくしてもらったことから、茨木のことを慕っている。
白雪
盗賊村の住人で、星熊の恋人。茨木に操られて何度も血を与えていた。茨木がもう白雪の血を吸うのはやめようと決めた矢先、吹雪の日に崖から落ちて死亡した。
赤鬼・青鬼
盗賊村に住んでいる双子。そっくりで慣れない人には見分けがつかない。いたずらっ子。

### 貴族
源頼光（みなもとのらいこう）
都に仕える武士。部下に頼光四天王がいる。冷酷な性格で策士。綱と茨木が幼馴染と知りつつ泳がせておき、茨木を殺させようとした。
坂田公時（さかたのきんとき）
頼光四天王の一人。
卜部末武（うらべのすえたけ）
頼光四天王の一人。
碓井貞光（うすいのさだみつ）
頼光四天王の一人。
山吹（やまぶき）
貴族の娘で、不治の病を患っていた。茨木と出会い恋人となったが、病状が悪化し死亡。遺言で「私が死んだら私を全部食べて。私の代わりに生きて」と言い残した。後に鬼童丸の能力によって土の身体でよみがえったが、茨木を助けるため陽の光の元に出て消滅した。茨木は彼女を失ったときのみ涙を流し、その死後も「大好きな少女」と想いつづけた。花は咲いても実がない山吹の特性が名前のもととなっている。
憲平親王
東宮で、後の冷泉天皇。供もつれず外出するなどの奇行から、物の怪つきの東宮と言われていた。女房である小菊に毒を盛られるなどのことがあって、茨木に殺してもらうことを望んだが、拒否された。そのかわり、憲平が死ぬ時には茨木が必ず食べに来ると約束した。
桜児
中納言家の娘で、茨木の実の母。茨木の体質を恐れたが、ずっとそばにいたいという思いから失明。その後茨木と再会した時に視力が戻ったため、心因性のものらしい。万葉集の桜児伝説が名前のもとになっている。
紅姫
茨木と綱が子供の時に山で出会った姫君。想い人が来ないと嘆いていて茨木と綱が山で一番紅い紅葉を取ってくると約束したが、その紅葉を受け取る前に想い人が来たらしい。紅紅葉の重ねの着物を着ていた。

### その他
鬼童丸
茨木の同族。髪は普段黒で、満月の夜や感情が高ぶった時にだけ銀髪となる。血のない死体に自分の血をかけると自在に操れる、満月の夜に一人だけ死んだ人間をよみがえらせる（ただし太陽の光に当たると消滅する）などの能力をもつ。

## 登場する地名
- 大江山 - 本作品で茨木達が住んでいる山。同じ京都ではあるが、日本海に近いため平安京とはかなり距離がある。
- 一条戻橋 - 茨木と綱が再会した場所。現在は普通の橋となっており、晴明神社に古い橋の一部が残されている。
- 鬼岩洞 - 鬼童丸が住んでいる洞穴。モデルは香川県の女木島。しかし京からはかなり離れているため場所はフィクション。

## 登場する和歌
- 第三話 - 山振の立ちよそひたる山清水くみに行かめど道の知らなく（高市皇子 万葉集巻一・一五八）
- 第三話 - 花咲きて実はならねども長き日に思ほゆるかも山吹の花（読人不知 万葉集巻十・一八六四）
- 第六話 - 二人して結びし紐を一人して吾は解き見じ直に逢ふまでは（読人不知 万葉集巻十二・二九三一）
- 第七話 - 妹が名にかけたる桜花さかば常にや恋ひむいや年のはに（読人不知 万葉集巻十六・三八〇九）
- 第八話 - ほととぎす鳴くや五月の菖蒲草あやめも知らぬ恋もする哉（読人不知 古今集四六九）
- 第九話 - ちはやぶる神代もきかず竜田川韓紅に水くくるとは（在原業平 古今集巻五）
- 第十一話 - あしひきの山のしづくに妹待つと我立ち濡れぬ山のしづくに（大津皇子 万葉集巻二・一〇七）
- 第十一話 - 我を待つと君が濡れけむあしひきの山のしづくにならましものを（石川郎女 万葉集巻二・一〇八）
- 第十二話 - 我が背子が来べき宵なりささがにの蜘蛛のふるまひかねてしるしも（衣通姫 日本書紀と古今集、能の土蜘蛛に引用）
- 第十三話 - 春霞たなびきにけり久方の月の桂も花や咲くらん（紀貫之 後撰集一八、能の羽衣に引用）
- 第十三話 - 山桜我が見に来れば春霞峯にも尾にも立ち隠しつつ（読人不知 古今集巻一・五一）
- 第十三話 - 春霞何隠すらむ桜花散る間をだにも見るべきものを（紀貫之 古今集巻二・七九）
- 第十六話 - 秋の野の草のたもとか花すすきほにいでてまねく袖とみゆらん（在原棟梁 古今集二四三）

## 題名
本作品の題名で多いのは植物の名前や人名である。その話に出てくるゲストキャラクターや、話の中心にある植物を使っている。第15・16・17話は芒、第18・19・最終話はふじで統一されている。なお、「ふじ」では植物の藤と他の言葉を掛け合わせているためひらがなとなっている。
- 第一話 茨木
- 第二話 桂
- 第三話 山吹
- 第四話 梛
- 第五話 鬼童丸
- 第六話 貴人
- 第七話 銀
- 第八話 あやめ
- 第九話 紅の葉
- 第十話 涙の雪
- 第十一話 しづく
- 第十二話 盗賊村
- 第十三話 春霞
- 第十四話 赤い指
- 第十五 - 十七話 芒
- 第十七 - 最終話 ふじ

## 書誌情報
- 喜多尚江 『銀のトゲ』 白泉社〈花とゆめコミックス〉、全5巻

1. 2000年1月発売 ISBN 978-4-59-217778-4
  - 読切『飛ぶ花』収録（花とゆめ 1999年13号）
2. 2001年12月発売 ISBN 978-4-59-217228-4
  - 読切『月のたまご』収録（ザ花とゆめ 2000年3月1日号）
3. 2003年6月5日発売 ISBN 978-4-59-217379-3
4. 2004年8月5日発売 ISBN 978-4-59-217380-9
5. 2006年1月5日発売 ISBN 978-4-59-217898-9

## 関連作品
- 鬼がふり返った刻 - 酒呑童子がメインの話。茨木や頼光四天王も登場している。